# マリオ・ドラギ
マリオ・ドラギ（Mario Draghi、イタリア語: [ˈmaːrjo ˈdraːɡi]、1947年9月3日 - ）は、イタリアの経済学者、銀行家、政治家。同国第67代閣僚評議会議長（在任: 2021年2月13日 - 2022年10月22日）。
2011年から2019年まで欧州中央銀行総裁、2009年から2011年まで金融安定理事会の初代議長、2005年から2011年までイタリア銀行総裁を歴任した。
ドラギは、イタリアのアカデミックなエコノミストとしての長いキャリアを経て、1980年代を通じてワシントンD.C.の世界銀行に勤務し、1991年にローマに戻り、イタリア財務長官に就任した。10年後にゴールドマン・サックスに入社し、2006年にイタリア銀行総裁に就任するまでその職を務めた。総裁在任期間は2008年の大不況と重なっており、その中で、金融安定化フォーラムに代わる世界的な基準であり、G20に説明責任を負う金融安定理事会の初代理事長に抜擢された。
2011年に欧州理事会の指名を受けて欧州中央銀行総裁に就任した後、これらの役割を退いた。ドラギはユーロ危機の間、同機関を主宰し、ユーロの破綻を防ぐために「必要なことは何でもする」と発言したことで欧州中に知られるようになった。2014年、ドラギはフォーブス誌に世界で8番目にパワフルな人物として掲載された。2015年にはフォーチュン誌で「世界で2番目に偉大なリーダー」にランク付けされた。2019年5月、ポール・クルーグマンはドラギを間違いなく "現代の最も偉大な中央銀行家 "であると評した。
2021年2月3日、COVID-19のパンデミックの真っ只中、ジュゼッペ・コンテ首相（当時）の辞任を受けて、ドラギはイタリアのセルジョ・マッタレッラ大統領から新政権の樹立を招請された。同盟、五つ星運動、民主党などとの交渉が成功した後、ドラギは2月13日に首相に就任した。

## 来歴
ローマ生まれ。ローマ・ラ・サピエンツァ大学を卒業したのち、1976年にマサチューセッツ工科大学で経済学博士号を取得。1981年から1991年まではフィレンツェ大学で教授をつとめており、1984年から1990年のあいだ世界銀行のエクゼクティブ・ディレクターもつとめていた。
1991年4月第7次アンドレオッティ内閣で経済財務省総務局長（伊:w:it:Direttore generale del Ministero del Tesoro）就任。イタリア経済は第二次世界大戦後の復興の過程で炭化水素公社（Eni）や産業復興公社（IRI）などの半官半民企業が大きく力を持っていたが、ドラギは国家が大企業の役割を果たす仕組みは危険だと考え、その恒久的解決策として民営化を提唱、ドラギの学術顧問らもそれを支持した。折しもドラギの就任当時、政府は企業からの汚職スキャンダルに激しく揺れており、幾人かの有力政治家が非難を浴びている状況だった。1993年、民営化委員会の議長に就任したドラギは、電気通信事業のテレコム・イタリアを手始めに大規模な民営化を実施。1999年までに市場価値（日本円に換算すると）10兆円規模の民営化を行った。民営化による収益は政府債務の圧縮に貢献し、EU参加のためのマーストリヒト条約基準にも適合することとなった。イタリアのコーポレートガバナンスを規定した法律の立案にも大きく関わっており、「ドラギ法」という名で知られている。
その後は2002年から2006年までゴールドマン・サックス副会長、2006年1月16日にイタリア銀行総裁に就任。総裁就任後最初の大役として2006年4月、G7参加国をはじめオーストラリア・香港・オランダ・シンガポールなど、異なる国と地域の金融・中銀関係者から構成された金融安定化フォーラムの議長をつとめている。またドラギはプリンストン高等研究所やブルッキングス研究所の理事、G30の参加メンバーでもあることでも知られている。2025年アストゥリアス王女賞国際協力部門受賞。

### 欧州中央銀行総裁
2011年11月1日、ジャン＝クロード・トリシェの後任として、第3代欧州中央銀行（ECB）総裁に就任。
就任当時は欧州ソブリン危機が深刻化し「ユーロ崩壊」が囁かれる状況であったが、2012年7月26日のロンドンでの講演において「ユーロ存続のためあらゆる措置を取る用意がある。私を信じてほしい（Believe me）」と発言。大規模な量的金融緩和政策を推進し、2014年6月には主要中央銀行では当時異例となるマイナス金利の導入に踏み切った。
欧州債務危機の沈静化に果たした役割から「ユーロ（通貨）の救世主」や「スーパーマリオ」と呼ばれた。
2015年4月16日、ドラギの会見中にドイツ人女性が乱入し襲い掛かる事件が発生した。女性は紙ふぶきを撒きながら「ECBの独裁を終わらせる」と叫び、ただちに取り押さえられた。女性はジョセフィーヌ・ウィットという名のアクティビストであった。

### 閣僚評議会議長
ECB総裁退任後の2021年2月3日セルジョ・マッタレッラ大統領より新首相候補に指名され、2月13日、第67代閣僚評議会議長に就任した。
2022年7月15日、連立政権を組む五つ星運動が政権に対する事実上の信任投票となるインフレ対策をめぐる採決への参加を拒否。これを受けドラギはマッタレッラに辞表を提出したが、マッタレッラは辞表の受理を拒否した。同月20日に上院で政権の信任投票が行われ、賛成95、反対38で可決されたが、主要与党のうち、五つ星運動の他、同盟とフォルツァ・イタリアも投票をボイコットした。この結果を受け、ドラギはマッタレッラに再び辞表を提出し、受理された。
- 米国のナンシー・ペロシ下院議長と（2021年10月8日）
- フィンランドのサンナ・マリン首相と（2022年5月18日）